# Dixophlebia holophaea
Dixophlebia holophaea är en fjärilsart som beskrevs av George Francis Hampson 1909. Dixophlebia holophaea ingår i släktet Dixophlebia och familjen björnspinnare. Inga underarter finns listade i Catalogue of Life.